# Sematocera fuliginipuncta
Sematocera fuliginipuncta är en fjärilsart som beskrevs av John Hartley Durrant 1892. Sematocera fuliginipuncta ingår i släktet Sematocera och familjen säckspinnare. Inga underarter finns listade i Catalogue of Life.